# Цикіріті мадагаскарський

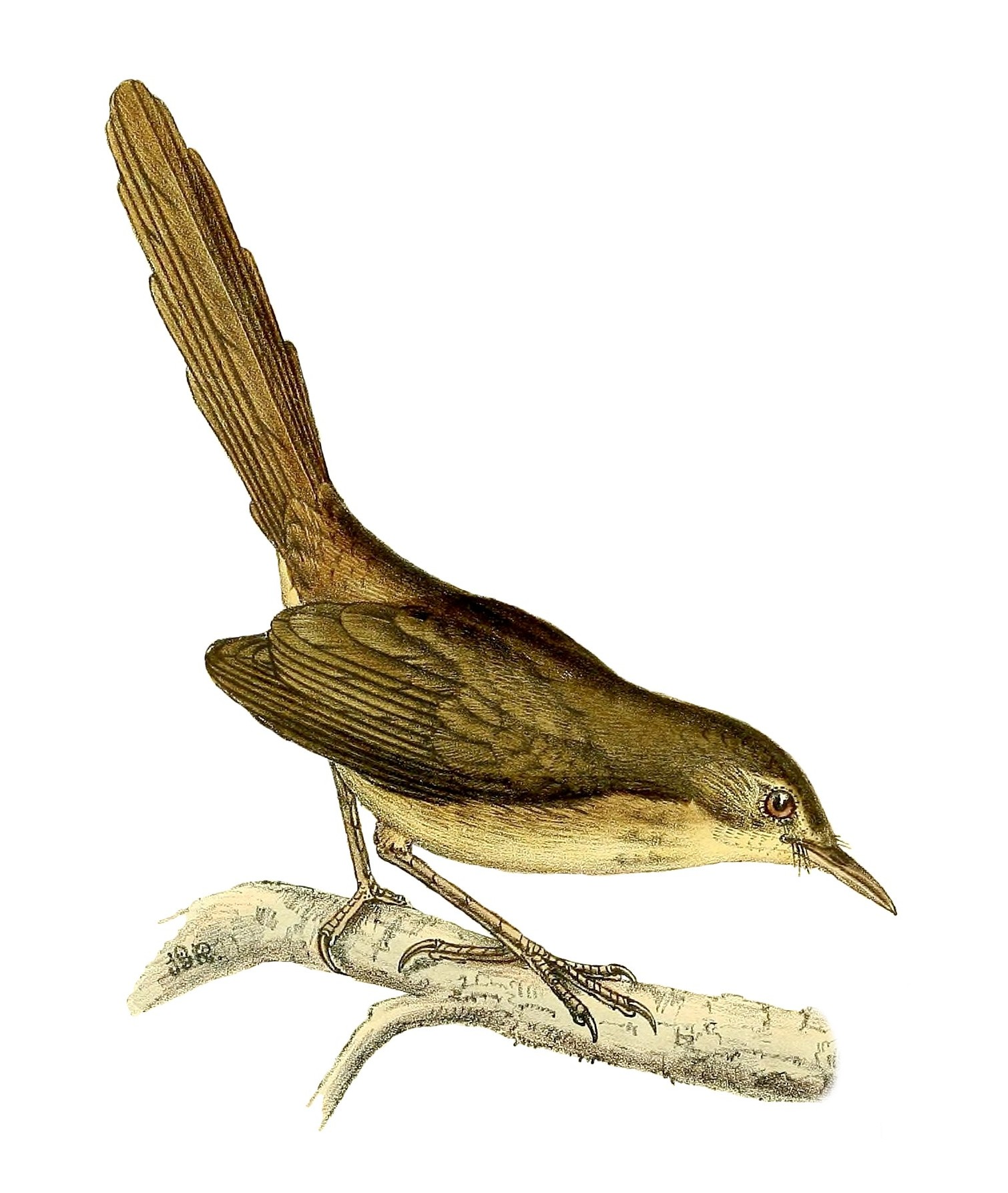
Мадагаскарський цикіріті

Цикірі́ті мадагаскарський (Nesillas typica) — вид горобцеподібних птахів родини очеретянкових (Acrocephalidae). Мешкає на Мадагаскарі та на Коморських Островах.

## Підвиди
Виділяють чотири підвиди:
- N. t. moheliensis Benson, 1960 — острів Мохелі (Коморські Острови);
- N. t. obscura Delacour, 1931 — захід Мадагаскару;
- N. t. ellisii (Schlegel & Pollen, 1868) — північ і північний схід Мадагаскару;
- N. t. typica (Hartlaub, 1860) — центр, південь і схід Мадагаскару.

Пустельні і аньйоуанські цикіріті раніше вважалися конспецифічними з мадагаскарським цикіріті.

## Поширення і екологія
Мадагаскарські цикіріті живуть у вологих і сухих тропічних лісах, в чагарникових заростях і садах. Живляться комахами. Сезон розмноження триває з серпня по лютий з піком в жовтні-грудні.